# Benjamin Mkapa
Benjamin Mkapa, född 12 november 1938 i Ndanda i Masasi i nuvarande Mtwara i Tanzania, död 24 juli 2020 i Dar es Salaam, var Tanzanias president mellan 1995 och 2005. Han hade tidigare haft poster som teknik- och vetenskapsminister och utrikesminister.
Han fortsatte föregångaren Ali Hassan Mwinyis avreglerings- och privatiseringspolitik och har bland annat privatiserat de flesta tidigare statligt ägda företagen, i syfte att locka till sig utländska investerare. 
Mkapa lyckades få Världsbanken och Internationella valutafonden att skriva av en del av landets skulder. Samtidigt har han fått kritik för att förändringarna inte medförde några förbättringar för den vanlige medborgaren.